# Teorema de Fáry-Milnor

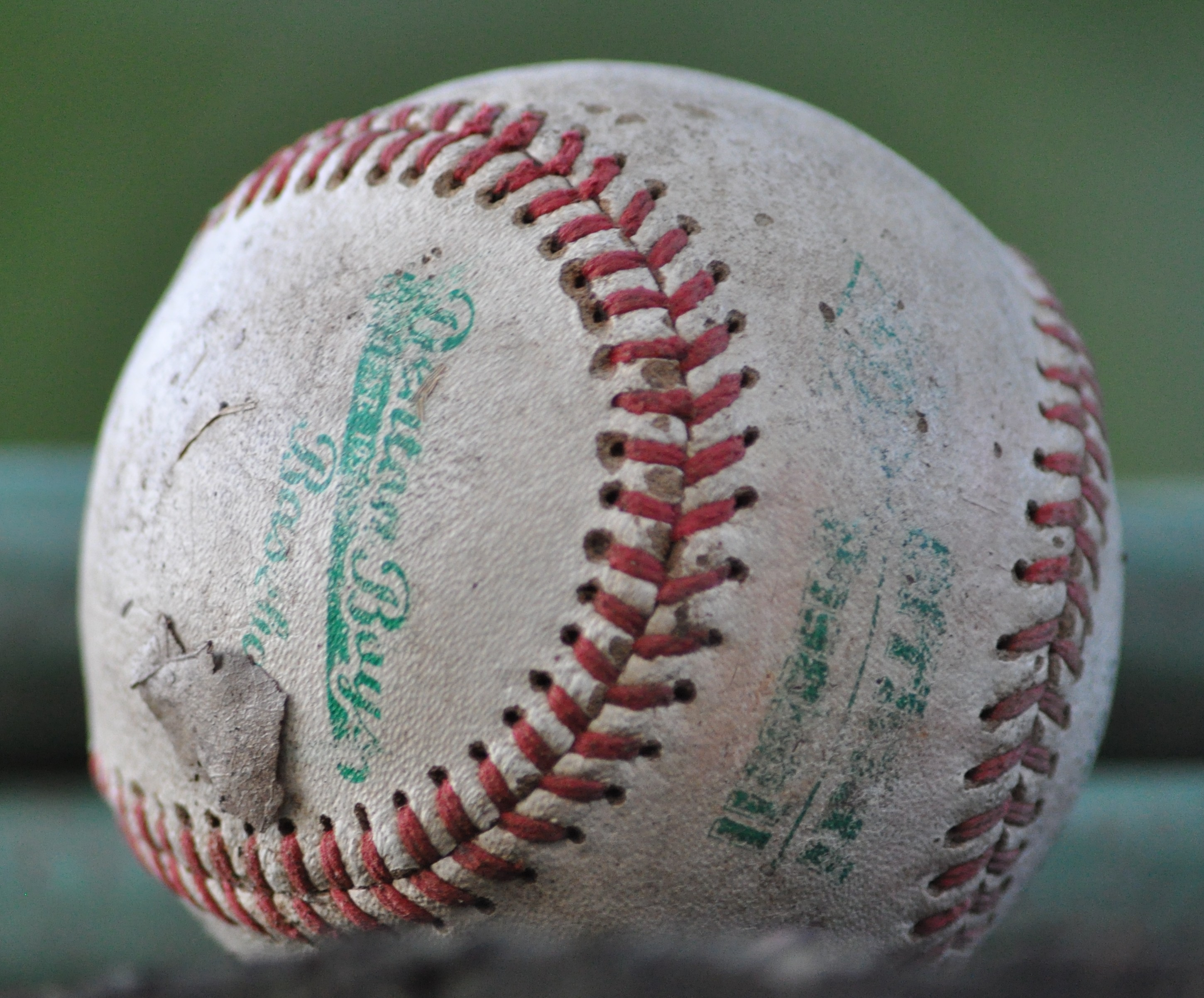
La costura de una pelota de béisbol sigue una curva sin nudos, con una curvatura total de aproximadamente 4Π. Adoptando configuraciones más intrincadas, se puede lograr que las curvas sin nudos tengan una curvatura arbitrariamente grande

En la teoría matemática de nudos, el teorema de Fáry-Milnor, llamado así por István Fáry y John Milnor, establece que las curvas tridimensionales con curvatura total pequeña deben carecer de nudos. El teorema fue demostrado de forma independiente por Fáry en 1949 y Milnor en 1950. Más tarde se demostró que se derivaba de la existencia de cuadrisecantes (Denne, 2004).

## Enunciado
Si K es cualquier curva cerrada en el espacio euclídeo que sea suficientemente suave para definir su curvatura κ en cada uno de sus puntos, y si su curvatura absoluta total es menor o igual a 4π, entonces K tiene una configuración sin nudos, es decir :
{\displaystyle {\text{If}}\,\oint _{K}\!|\kappa (s)|\,\operatorname {d} s\leq 4\pi \ {\text{entonces}}\ K\ {\text{carece de nudos}}.}
Un razonamiento de contraposición permite afirmar que si K no es una curva sin nudos, es decir, K no es isotópica a una circunferencia, entonces la curvatura total será estrictamente mayor que 4π. Debe tenerse en cuenta que tener la curvatura total menor o igual a 4Π es simplemente una condición necesaria para que K sea un nudo; pero no es una condición suficiente. En otras palabras, aunque todos los nudos con curvatura total menor o igual a 4π carecen de nudos, existen curvas sin nudos con curvatura estrictamente mayor a 4π.

## Generalizaciones a curvas no suaves
Para cadenas poligonales cerradas, se mantiene el mismo resultado con la integral de curvatura reemplazada por la suma de ángulos entre segmentos adyacentes de la cadena. Al aproximar curvas arbitrarias mediante cadenas poligonales, se puede extender la definición de curvatura total a clases más grandes de curvas, dentro de las cuales también se cumple el teorema de Fáry-Milnor (Milnor, 1950,Sullivan, 2008).